# コリン・クラーク
コリン・クラーク（Colin Clark 、1984年4月11日 - 2019年8月26日）は、アメリカ合衆国・コロラド州フォートコリンズ出身の元プロサッカー選手。元サッカーアメリカ合衆国代表。現役時代のポジションはFW(LWG)。

## 経歴

### クラブ
2006年2月、コロラド・ラピッズとプロ契約を交わした。
2010年9月、ヒューストン・ダイナモに移籍。
2012年のヒューストン・ダイナモ退団後、リエントリードラフトを経てロサンゼルス・ギャラクシーと契約を締結。

### 代表
2009 CONCACAFゴールドカップ・ハイチ戦が最初で最後の代表戦となった。

### 死去
2019年8月26日、心臓発作により35歳の若さで死去。

## 所属クラブ
ユース
- 南メソジスト大学 2002-2004

プロ
- ボルダー・ラピッズ・リザーブ 2005
- コロラド・ラピッズ 2006-2010
- ヒューストン・ダイナモ 2010-2012
- ロサンゼルス・ギャラクシー 2013